# Maybe Baby 2
Maybe Baby 2 (Bytte Bytte Barn)  è un film del 2024 diretto da Barbara Topsøe-Rothenborg, sequel del film del 2023 Maybe Baby.

## Trama
Le coppie Cecile e Andreas con il loro figlio Leo e Liv e Malthe con la loro figlia Sille continuano la loro vita. Ora i bambini hanno due anni, le due coppie sono in contatto ma vivono due vite diverse. Durante una visita medica si scopre che i due bambini non sono mai stati scambiati.

## Distribuzione
Il film è stato distribuito sulla piattaforma Netflix a partire dal 21 novembre 2024.